# Teerputten van Vasse

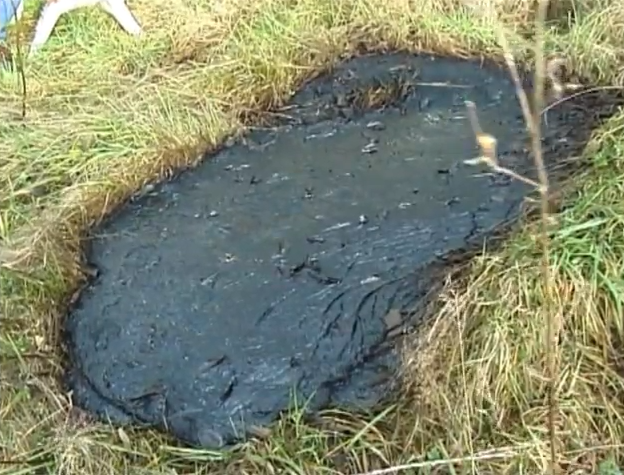
2005: een grote teerpoel vloeit aan de oppervlakte.

De teerputten van Vasse, plaatselijk ook bekend als De Teerkuil, zijn voormalige zandafgravingen, die vooral in de jaren 1957-1972 gebruikt werden voor het legaal en illegaal dumpen van chemisch afval, vooral zuurteer. De putten liggen in de (Nederlandse) gemeente Tubbergen, aan de Tumuliweg bij het kerkdorp Vasse. Het gebied ligt op de stuwwal van Ootmarsum, net boven de slenk van Reutum. Op 1,5 kilometer afstand van de teerputten wordt drinkwater gewonnen, in waterwingebied Vasserheide.
Tubbergen verbood het storten van de chemicaliën na klachten van bewoners, maar na Kroonberoep werd de gemeente in het ongelijk gesteld. In de loop van een jarenlange strijd, tussen actiegroepen en bewonersgroepen enerzijds en chemische bedrijven anderzijds, zijn er juridische procedures aangespannen en werden bestuurs- en beheersmaatregelen getroffen en aangevochten. Vanaf de jaren zeventig zijn er allerlei onsystematische en vaak riskante saneringswerken uitgevoerd. In 2005 was duidelijk dat er regelmatig teer uit de twee teerputten bleef stromen en vanaf die tijd werd er meer systematisch gezocht naar een oplossing.. In 2005 en 2010 is er onderzoek gedaan en in 2013 is het zwaar vervuilde gebied geïsoleerd en afgedekt. Sinds 2010 is het teerputtengebied niet meer vrij toegankelijk.

## Geschiedenis

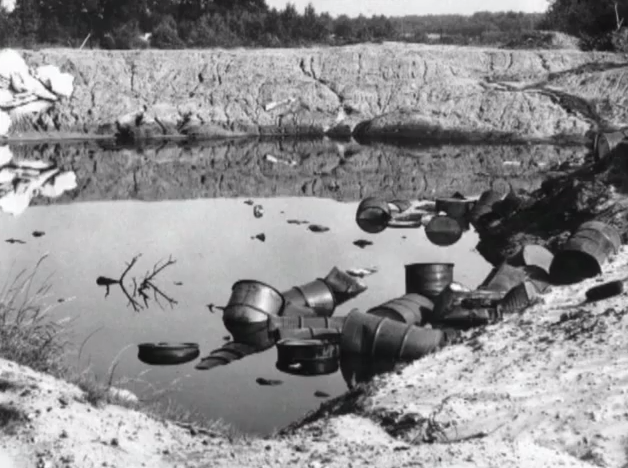
Vaten met chemisch afval

### Stortplaats
In de zandafgraving werd vooral in de jaren 1957-1972 chemisch afval gedumpt, specifiek zuurteer (32.000 ton). Zuurteer is het afvalproduct van de productie van witte oliën en vaseline uit aardolie. Het dumpen begon in 1957, toen nog illegaal. Toen vermoed werd dat het dumpen van het chemisch afval ernstig gevaar voor het milieu op zou leveren, heeft de gemeente Tubbergen het dumpen verboden. De firma Witco Chemicals ging samen met transportbedrijf Damhuis uit Ootmarsum in beroep bij de Kroon, die besloot dat het storten door mocht gaan. Sindsdien stierven er veel bomen, dieren en natuur rondom de teerputten. In 1969 werd de eerste teerput zonder enige sanering met zand bedekt. Er werd een nieuw gat gegraven, waarna het storten voortgezet kon worden.
Transportbedrijf Damhuis te Ootmarsum vervoerde het chemisch afval van Witco Chemicals uit Haarlem en dumpte alles in de zandafgravingen. Met deze tweede zandafgraving erbij is de door dit afval vervuilde oppervlakte gegroeid tot meer dan 30.000 m².
In 1971 werden er ongeveer vijftig vaten chemisch afval, met onbekende inhoud, aangetroffen in de zandafgravingen. Ze bleken van Witco Chemicals te zijn. De gemeente Tubbergen laat het transportbedrijf Damhuis deze vaten verwijderen. Toentertijd werd dit zonder enige beschermende kleding gedaan.
Desondanks ging het storten gewoon door, meestal ’s nachts, en niet alleen door de firma Witco, maar ook door andere bedrijven. Regelmatig stond de teerkuil in brand. Het is onbekend of dit met opzet aangestoken werd, of dat de branden door chemische reacties ontstaan zijn.

### Eerste pogingen tot sanering
De eerste poging tot sanering was in 1974; men ging uit van dezelfde methode van sanering als is toegepast bij de Diemerzeedijk, een bekende stortplaats van chemisch afval. Hier probeerde men door middel van verschillende dikke afdeklagen het afval af te sluiten, zodat erbovenop nog een normale leeflaag kon komen. De afstand tussen deze leeflaag en het afval bedraagt ongeveer twee meter.

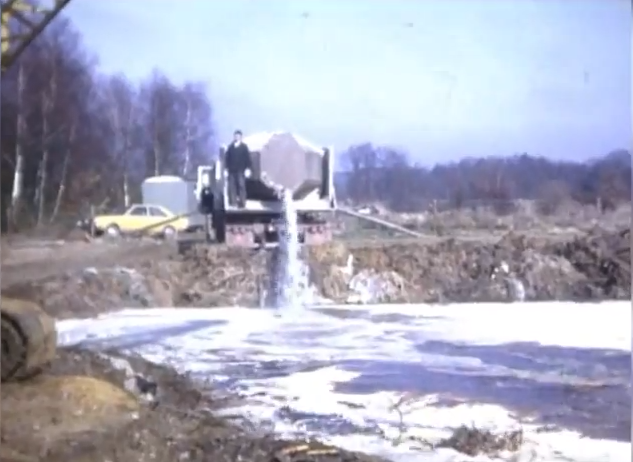
Gebluste kalk wordt toegevoegd

Het zuurteer lag nog onder een waterlaag van een meter diep, en ook bij deze poging tot sanering werd in normale werkkleding gewerkt. Men mengde kalk en zand en voegde dit toe aan de zuurteer. Er zou hierdoor een chemische reactie ontstaan die de zuurteer moest neutraliseren. De teer zou hierdoor stijf worden en afgedekt kunnen worden met een zandlaag, net zoals bij de Diemerzeedijk.
Het experiment was in het klein gelukt, dus werd het op grote schaal geprobeerd. Het lukte om de bovenste laag water te saneren en ontzuren, en na de behandeling werd dit in het bos gepompt. Toen kwam de blauwe zuurteerlaag aan het licht. Deze was echter zo groot dat hij moest worden opgesplitst in kleine segmenten. Er werd besloten om kleinere sloten/sleuven te maken om de teer beter te kunnen bewerken. De teer verplaatste zich echter zo snel dat er meer sleuven moesten worden gegraven. Dit resulteerde erin dat het verontreinigde gebied alleen maar in oppervlakte toenam.
Toen alle teer wegstroomde kwamen allemaal chemische brokken in de vorm van vaten tevoorschijn. Dit waren vaten die eerder gedumpt waren. De agressiviteit van het teer heeft het metaal van de vaten grotendeels opgelost. Ter kostenbesparing heeft de firma Witco aanbevolen in plaats van zuiver kalk kalkslurrie te gebruiken. Er werd meer dan 1300 ton kalkslurrie in de put gedumpt, hoewel ook kalkslurrie als chemisch afval wordt gezien. Na dit mengproces wat wel maanden kon duren, werd alles afgedekt met een zandlaag van een meter dik.
De andere teerputten waren nog veel groter en nog toxischer. Het was erg lastig en het zou lang duren voordat deze goed gesaneerd zou worden, daar de sanering niet gefinancierd kon worden. De sanering werd stopgezet en alles werd gewoon met zand afgedekt. Tussendoor werden er kleine saneringen op de putten uitgevoerd, omdat er telkens teer naar het oppervlak vloeide.

#### Onderzoek

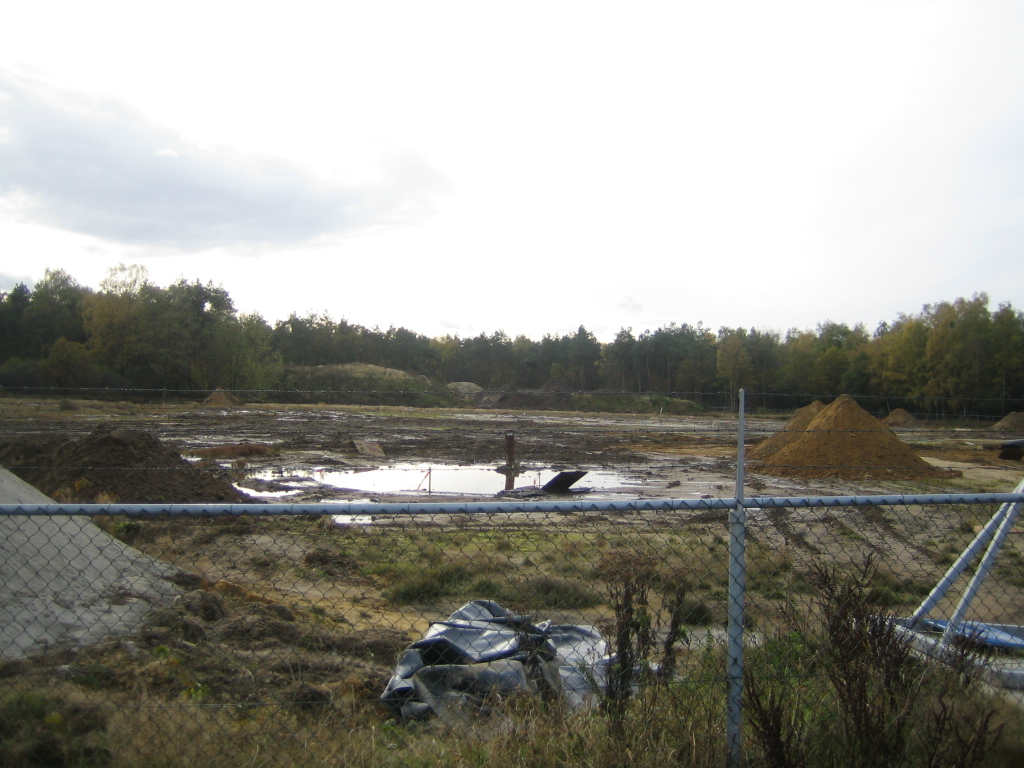
De teerput, foto genomen op 6-11-2012

In 2005 is een saneringsvisie opgesteld en er is in eind 2005/2006 een aanvullend onderzoek in de teerputten uitgevoerd. Dit onderzoek bestond uit boringen in en rondom de zuurteer, sonderingen en het nemen van zuurteer- en grondwatermonsters. Om de bodemopbouw beter in kaart te brengen zijn allereerst een aantal sonderingen verricht. Vervolgens is de diepte van de zuurteerputten onderzocht door boringen. Dit was zeer lastig doordat de teer zo schadelijk is en omdat het teer lastige plastische eigenschappen heeft. Met een Geoprobe zijn per meter teermonsters gestoken. Onder en rondom de teerputten zijn een aantal peilbuizen gezet om het grondwater te kunnen analyseren op onder meer zuurteercomponenten. Uit het onderzoek blijkt dat er twee typen stoffen uit de zuurteer uitlogen: de olieachtige stoffen en de sulfonzuren. Uit het karakterisatie-onderzoek van het teer blijkt dat de teer kan oplossen in water. De aangetroffen grondwaterverontreiniging is dan ook het gevolg van zuurteer die in de bodem aanwezig is.
De Dorpsraad Vasse, Duurzaam Vasse en een groep omwonenden drongen bij de provincie aan op een nieuw onderzoek, dit keer gedaan door een onafhankelijk wetenschappelijk instituut. De provincie heeft hierin toegestemd.

## Nieuw saneringsplan
Het nieuwe onderzoek is in maart 2010 begonnen. De teerput is toen voor normaal bezoek afgesloten en kan sindsdien niet vrij toegankelijk. Later is de sanering weer stopgezet. Dit heeft ervoor gezorgd dat omwonenden van de omgeving zich zorgen maken over de risico’s van de teerput. Er is wel weer een saneringsplan opgezet. Dit bevat de volgende uitgangspunten:
- de huidige bovengrond wordt tijdelijk uitgenomen
- er wordt een afdichtende constructie aangebracht die de zuurteer en de sterk verontreinigde grond in de ondergrond isoleert
- na het aanbrengen van de afdichtende constructie wordt de huidige bovengrond zo veel mogelijk hergebruikt. Het lijkt immers niet zinvol licht tot matig verontreinigde grond tegen hoge kosten (volledig vervangen van de huidige bovengrond door schone grond wordt geraamd op 1 miljoen euro), milieubelasting en overlast voor de omgeving, af te voeren terwijl in de ondergrond sterke verontreiniging en pure zuurteer achterblijft.)
- De isolerende laag moet voorkomen dat insijpelend regenwater de zuurteer uitspoelt naar het grondwater.

## Sanering afgerond

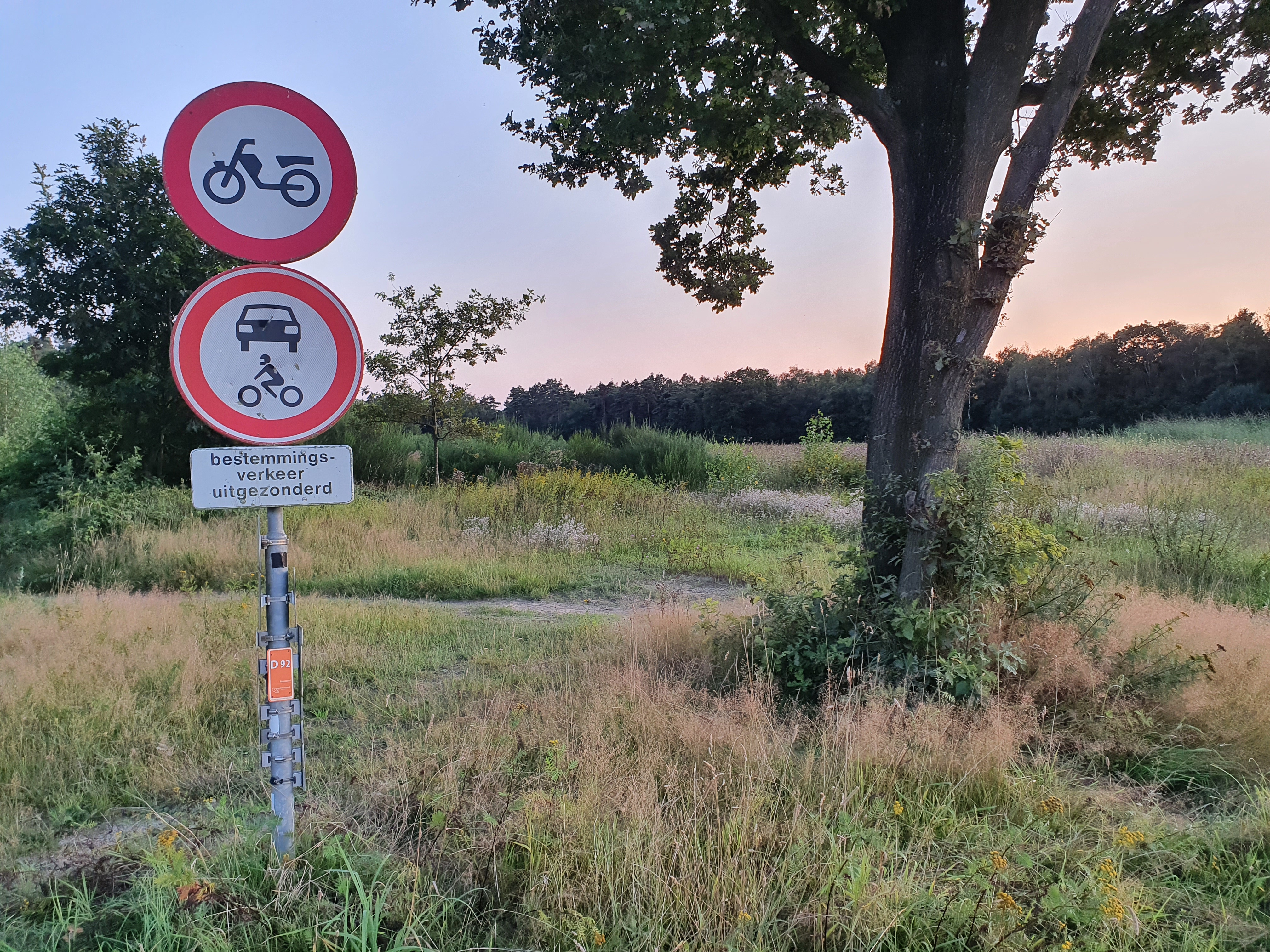
De teerput, foto genomen op 23-08-2021

Op 30 oktober 2013 heeft gedeputeerde Ineke Bakker met het planten van een boom de sanering afgerond. In 2018 controleerde de provincie Overijssel nog geregeld het grondwater rond de teerdump.